# Eudald Carbonell i Roura
Eudald Carbonell i Roura   (Ribes de Freser, 17 de febrer de 1953) és un arqueòleg català.
Va cursar estudis superiors a Girona, Barcelona i París. És doctor en Geologia del Quaternari per la Universitat Pierre i Marie Curie (1986) i en Història per la Universitat de Barcelona (1988). Des de l'any 1999, ocupa la càtedra de Prehistòria de la Universitat Rovira i Virgili i actualment és Investigador principal del Grup d'Autoecologia Humana del Quaternari d'aquesta universitat i Investigador de l'Institut Català de Paleoecologia Humana i Evolució Social (IPHES), centre del qual fou impulsor i primer director entre 2004 i 2015. Ha efectuat viatges d'investigació i treball de camp a França, Itàlia, Eslovènia, Croàcia, Geòrgia, Tadjikistan, Algèria, el Marroc, Tanzània, Kenya, Etiòpia, els Estats Units, Mèxic, Xile, Cuba, Xina i Austràlia, entre d'altres països.
Des que era molt jove, ja va començar a investigar les primeres poblacions de les valls dels rius Ter i Freser. A Girona, va ser membre de l'Associació Arqueològica de Girona, des d'on, conjuntament amb en Josep Canal i Roquet, va contribuir decisivament al reconeixement del Paleolític Inferior del nord-est de la península Ibèrica, el qual fins aleshores havia estat negat sistemàticament per les autoritats acadèmiques. El 2009 va rebre el Premi Nacional de Cultura, juntament amb la Fundació Vila Casas. El 2010 va participar en el programa de TV3 Sota terra. El 16 de desembre de 2022, i després de 34 anys de docència, va impartir la seva darrera lliçó a la Universitat Rovira i Virgili de Tarragona, abans de jubilar-se i seguir dedicant els seus esforços a la redacció de la teoria de l'evolució social de la humanitat.

## Obres
Bibliografia de divulgació ordenada per antiguitat de publicació decreixent:
- Carbonell i Roura, Eudald; El futur de la humanitat, Ara llibres, 2022
- Carbonell, Eudald; Hortolà, Policarp. Ens farem humans?.  Valls: Cossetània, 2015.
- L'arqueòleg i el futur (2013)
- Carbonell, E; Agustí, J: L'evolució sense sentit, Empúries, 2013 ISBN 9788497878500
- Amb Cinta S. Bellmunt: El catalanisme evolutiu Ara Llibres, 2011 ISBN 9788415224204
- Carbonell, Eudald. El sexe social.  Barcelona: Ara llibres, 2010.
- Carbonell, Eudald. La consciència que crema.  Barcelona: Ara Llibres, 2008. ISBN 9788496767898.
- Carbonell, Eudald. El naixement d'una nova consciència.  Barcelona: Ara Llibres, 2007. ISBN 9788496767089.
- Carbonell, Eudald; Hortolà, P. Entendre la ciència des de dins (o si més no intentar-ho).  Tarragona: Publicacions URV, 2006. ISBN 9788484240716.
- Carbonell, Eudald. Homínidos. Las primeras ocupaciones de los continentes.  Barcelona: Ariel, 2005.
- Carbonell, Eudald; Bermúdez de Castro, J.M.. Atapuerca. Perduts al Turó.  Barcelona: Ed. Columna, 2004. ISBN 8466404988.
- Carbonell, Eudald; Bellmunt., C. Els Somnis de l'Evolució.  La Magrana, 2003. ISBN 8482644505.
- Carbonell, Eudald; Sala, R. Encara no som humans.  Barcelona: Editorial Empúries, 2001. ISBN 8475968740.
- Carbonell, Eudald; X. P. Rodriguez, i cols. «Homínidos i Comportamiento complejo» (en castellà). Mundo Científico, 208, 1-2000.
- Carbonell, Eudald; Mosquera, M. Las Claves del Pasado. La Llave del Futuro (en castellà).  Tarragona: Arola Editors, 2000. ISBN 8495134586.
- Llompart, J.; Wagensberg, J.; Salvador, E. i Carbonell, E. Seres y Estrellas (en castellà).  Barcelona: Ed. Plaza Janés, 2000.
- Carbonell, Eudald; Corbella, J.; Carbonell, E.; Moyà, S. i Sala, R.. Sapiens. Un llarg camí cap a la intel·ligència.  Barcelona: Edicions 62, 2000.
- Carbonell, Eudald; Sala, R. Planeta humà.  Barcelona: Editorial Empúries, 2000. ISBN 8475967027.
- Carbonell, Eudald; cols.. Institut d'Estudis Catalans. L'Homo antecessor i el seu medi natural. Com eren i com vivien els europeus més antics, 1999 (Ciència i Cultura al llindar del segle XXI).
- Cervera, J; Arsuaga, J.L., Bermúdez de Castro, J.M. & Carbonell, E.. Atapuerca. Un millón de años de historia (en castellà).  Madrid: Plot Ediciones S.A., 1998.

## Premis i distincions
- 2010. Investit Doctor Honoris Causa per la Universitat de Burgos
- 2009. Premi Nacional de Pensament i Cultura Científica[1]
- 2003. Professor Distingit de la Universitat Rovira i Virgili de Tarragona[1]
- 2001. Distinció de la Generalitat de Catalunya per a la Promoció de la Recerca Universitària
- 2000. Medalla Narcís Monturiol, Generalitat de Catalunya[1]
- 1998. Premi Ciencias Sociales y Humanidades, Junta de Castella i Lleó
- 1997. Premi Príncep d'Astúries d'Investigació Científica i Tècnica a l'Equip d'Investigació d'Atapuerca[1]
- 1996. Medalla de la Universitat Rovira i Virgili (Tarragona)
- 2024 - Creu de Sant Jordi[7]

## Adscripcions
- Membre del Capítol Espanyol del Club de Roma[1]
- Membre de l'Acadèmia de les Ciències de Nova York[1]